# نرمال-نمایی-گاما
در نظریه احتمالات و آمار توزیع نرمال-نمایی-گاما (به انگلیسی: normal-exponential-gamma distribution) (یا توزیع NEG ) یک توزیع احتمال دارای سه پارامتر هست. این توزیع دارای سه پارامتر مکان {\displaystyle \mu }، پارامتر مقیاس {\displaystyle \theta } و پارامتر شکل {\displaystyle k} است. 

## تابع چگالی احتمال
تابع چگالی این توزیع متناسب است با : 
{\displaystyle f(x;\mu ,k,\theta )\propto \exp {\left({\frac {(x-\mu )^{2}}{4\theta ^{2}}}\right)}D_{-2k-1}\left({\frac {|x-\mu |}{\theta }}\right)\,\!},